# Dolní Lažany
Dolní Lažany là một làng thuộc huyện Třebíč, vùng Vysočina, Cộng hòa Séc.